# GANEFO
GANEFO (сокр. англ. Games of the New Emerging Forces — Игры новых развивающихся сил) — комплексные спортивные соревнования, состоявшиеся в Джакарте в 1963 году.

## Предыстория
В феврале 1963 года исполком МОК принял заявление, в котором осудил отказ Индонезии предоставить въездные визы для участия в IV Азиатских играх делегациям Израиля и Тайваня, и приостановил членство Индонезии в МОК.
В ответ на данное решение президент Индонезии Сукарно предложил провести в качестве своеобразной альтернативы Олимпиаде в Токио соревнования для спортсменов стран «антиимпериалистической» ориентации. Данная инициатива сразу получила поддержку властей КНР. При этом МОК заявил, что спортсмены, приехавшие на GANEFO, будут отстранены от участия в Олимпийских играх. В итоге Индонезия и КНДР не направили свои делегации в Токио.

## Игры 1963 года
Первые GANEFO были проведены в Джакарте с 10 по 22 ноября 1963 года, собрав более 2400 спортсменов из 48 стран Африки, Азии, Европы и Латинской Америки. На Игры прислали своих представителей Албания, Алжир, Аргентина, Афганистан, Бельгия, Бирма, Болгария, Боливия, Бразилия, Великобритания, Венгрия, Доминиканская республика, Германская Демократическая Республика, Гвинея, Индонезия, Ирак, Италия, Камбоджа, Китайская Народная Республика, Корейская Народно-Демократическая Республика, Куба, Лаос, Ливан, Мали, Марокко, Мексика, Монголия, Нигерия, Нидерланды, Объединённая Арабская Республика, Пакистан, Палестина, Польша, Румыния, Саудовская Аравия, Северный Вьетнам, Сенегал, Сомали, Советский Союз, Уругвай, Филиппины, Финляндия, Франция, Цейлон, Чехословакия, Япония. При этом капиталистические государства в основном были представлены атлетами из рабочих спортивных организаций.
Соревнования проходили по 20 видам спорта, среди которых были баскетбол, волейбол, футбол, настольный теннис, бадминтон, теннис, хоккей на траве, плавание, водное поло, подводное плавание, тяжелая атлетика, гимнастика, стрельба, стрельба из лука, бокс, велосипедный спорт, фехтование, дзюдо, борьба и парусный спорт.
Превосходство спортсменов Китая было подавляющим: они завоевали 168 медалей, в том числе 65 золотых. На GANEFO были установлены 6 мировых рекордов.
СССР на данных Играх был представлен спортсменами в неолимпийских видах спорта либо теми атлетами, которые не имели шанса попасть в олимпийскую команду. В частности, чемпионами игр стали теннисистка Анна Дмитриева, боксёр Абдысалан Нурмаханов, стрелок из лука Виктор Сидорук. Второе место заняла в Джакарте женская волейбольная сборная СССР. Спортсмены Советского Союза стали вторыми после атлетов КНР по количеству золотых медалей, 39 раз отпраздновав победу, и третьими по общему числу наград (на втором месте — сборная Индонезии).

## Дальнейшая судьба GANEFO
Следующие Игры планировалось провести в 1967 году в Каире. При этом Китаем была обещана помощь ОАР в строительстве спортивных сооружений. Однако процессы «культурной революции» вызвали снижение внимания китайского руководства к спорту, в результате чего поддержка не была оказана, что привело к отмене вторых GANEFO. Смещение индонезийского президента Сукарно также отрицательно сказалось на дальнейшей судьбе Игр.
В 1966 году в Пномпене (Камбоджа) были проведены Первые Азиатские GANEFO с участием 17 стран (в отборочных соревнованиях, наряду с представителями азиатских стран, принимали участие спортсмены Гвинеи), которые также были отмечены доминированием спортсменов КНР, завоевавших 108 золотых медалей. 30 побед было на счету спортсменов КНДР, в 10 видах программы первенствовали представители Японии. Вторые Азиатские GANEFO должны были состояться в 1970 году в КНДР, однако проведены не были.